# Titabor Town
Titabor Town là một thị trấn thống kê (census town) của quận Jorhat thuộc bang Assam, Ấn Độ.

## Nhân khẩu
Theo điều tra dân số năm 2001 của Ấn Độ, Titabor Town có dân số 7450 người. Phái nam chiếm 55% tổng số dân và phái nữ chiếm 45%. Titabor Town có tỷ lệ 81% biết đọc biết viết, cao hơn tỷ lệ trung bình toàn quốc là 59,5%: tỷ lệ cho phái nam là 84%, và tỷ lệ cho phái nữ là 77%. Tại Titabor Town, 11% dân số nhỏ hơn 6 tuổi.